# Каражотинский сельский округ
Каражотинский сельский округ - административная единица в Енбекшиказахском районе Алматинской области.

## География
На севере округа нет выхода к Капчагайскому водохранилищу из за водоохранной зоны
На западе граница с Акшийским С. О. и Тескенсуйским С. О.
- С юга граница с Асинским С. О. Масакским С.О, Корамским С. О. Каратурыкским С. О. Тескенсуйским С. О.

## Культура
В округе действует 4 объектов культуры, в том числе: 1 библиотека, 1 дом культуры, 2 сельских клубов, 5 памятника истории и культуры.
Библиотека округа оснащена 1 компьютером, библиотека подключена к сети Интернет. В библиотеке книжный фонд на первое полугодие 2022 года составляет — 7280 книг, в том числе новые поступления — 147, количество читателей — 520.
Численность молодежи в Каражотинском сельском округе составляет 1765 человек, 27 % от общей численности населения.

## Административное деление
| населённый пункт | площадь   | код КАТО        |
| ---------------- | --------- | --------------- |
| с. Каражота      | 204.1310  | kz.19.40.53.100 |
| уч. Баботоган    | 42.6661 ; | kz.19.40.53.102 |
| уч. Актума       |           | kz.19.40.53.103 |
| уч. Киикбай      |           | kz.19.40.53.104 |
| уч. Актоган      | 153.4566  | kz.19.40.53.200 |
| Отделение        |           | kz.19.40.53.202 |
| с. Сарыбулак     | 99.3162   | kz.19.40.53.300 |
| уч. Безбаз       |           | kz.19.40.53.303 |
| уч. Дирменбаз    |           | kz.19.40.53.304 |

## Образование
В Каражотинском округе есть 3 средние школы. В 2022—2023 учебном году обучается 850 учащихся.
В 2022 году количество дошкольных организаций в округе составляет 1. В селе Каражота имеется детский сад «Балауса-1» на 140 мест и воспитывается 80 детей.

## Сельское хозяйство
Растиниеводство — 10 %, животноводство −90 %
Посевы сельскохозяйственных культур были размещены на площади 3110 га. Зерновые культуры занимают 69 % всех посевных площадей. В основном картофель, подсолнечник и соя.
Территория Каражотинского сельского округа составляет 596 516 га. В том числе:
Земли сельскохозяйственного назначения — 147 243 га.
Земли населенных пунктов — 166 815 га;
Земли сельскохозяйственного назначения — 147 243 га., в том числе:
 — Пашня — 6 835 га; орошаемые земли — 2968 га;
 — Многолетние насаждения — 101,4 га, в том числе яблони 101,4 га.
 — Сенокос — 7 694 га
 — Пастбище — 132 714 га

## Транспорт
От Лавара на 5 километров западнее округ граничит по трассе А-19 с развилкой с Кульджинским трактом.
Общая протяженность дорог округа составляет 30 019 км, в том числе 24 500 км дорог районного значения.
Через округ проходит железнодорожная ветка Николаевка — Хоргос

## Ссылка
- Акимат Каражотинского С. О.